# Alice Springs (stacja kolejowa)
Alice Springs – stacja kolejowa w mieście Alice Springs, na obszarze Terytorium Północnego, w Australii.